# Michael Wright (Radsportler)

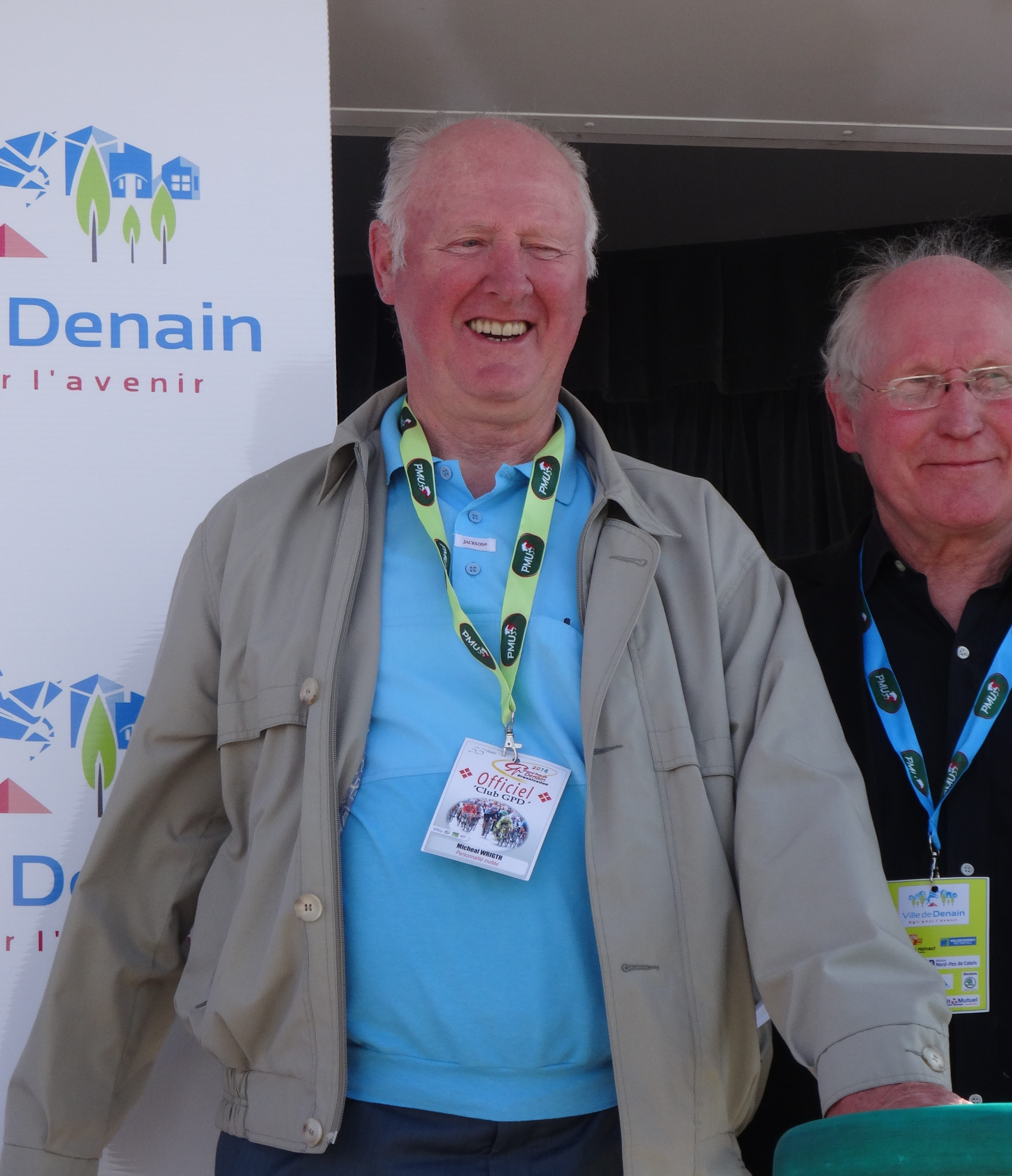
Michael Wright (2014)

Michael Wright (* 25. März 1941 in Bishop’s Stortford) ist ein ehemaliger britischer Radrennfahrer.

## Sportliche Laufbahn
Wright war im Straßenradsport aktiv. Er zog mit seiner Mutter und seinem Stiefvater (einem Belgier) im Alter von drei Jahren nach Belgien. Seine Muttersprache war französisch, er lernte die englische Sprache später auf der Abendschule. Als Amateur kam er auf 21 Siege in Straßenradrennen.
1962 wurde er Berufsfahrer im Radsportteam Wiel's-Groene Leeuw und blieb bis 1976 als Radprofi aktiv. Seinen ersten Sieg holte er 1962 im Eintagesrennen Grand Prix du Brabant wallon. 1964 gewann er den Grand Prix de Denain, die belgische Tour du Condroz und eine Etappe in der Tour du Nord.
Neben einer Reihe kleinerer Rennen in Belgien und Großbritannien gewann Wright in seiner Karriere Bruxelles–Verviers 1966 vor Walter Boucquet, 1968 eine Etappe der Luxemburg-Rundfahrt und den Flèche Hesbignonne-Cras Avernas, 1969 eine Etappe der Baskenland-Rundfahrt und eine Etappe der Katalonien-Rundfahrt 1970. Seine bedeutendsten Erfolge waren die Etappensiege in der Tour de France 1965, 1967 und 1973. In der Vuelta a España holte er Etappensiege 1968 (zweifach) und 1969 (zweifach).
Achtmal bestritt Wright die Tour de France. Der 24. Platz 1965 war sein bestes Gesamtergebnis. Er war 1967 Mitglied des britischen Teams, in dem Jahr, in dem Tom Simpson zusammenbrach und auf dem Mont Ventoux starb. Die Vuelta a España fuhr er dreimal, 1969 wurde er beim Sieg von Roger Pingeon Fünfter.